# Xylocopa maesoi
Xylocopa maesoi là một loài Hymenoptera trong họ Apidae. Loài này được Dusmet y Alonso mô tả khoa học năm 1924.